# Фаулервілл (округ Лівінгстон, Нью-Йорк)
Фаулервілл (англ. Fowlerville) — переписна місцевість (CDP) в США, в окрузі Лівінгстон штату Нью-Йорк. Населення — 163 особи (2020).

## Географія
Фаулервілл розташований за координатами 42°53′38″ пн. ш. 77°50′53″ зх. д. / 42.89389° пн. ш. 77.84806° зх. д. (42.893958, -77.848057).  За даними Бюро перепису населення США в 2010 році переписна місцевість мала площу 2,33 км², уся площа — суходіл.

## Демографія
Згідно з переписом 2010 року, у переписній місцевості мешкало 227 осіб у 84 домогосподарствах у складі 63 родин. Густота населення становила 97 осіб/км².  Було 95 помешкань (41/км²).
Расовий склад населення:
| - 93,8 % — білих - 3,1 % — азіатів - 1,3 % — чорних або афроамериканців |

До двох чи більше рас належало 1,8 %. Частка іспаномовних становила 2,2 % від усіх жителів.
За віковим діапазоном населення розподілялося таким чином: 25,1 % — особи молодші 18 років, 64,8 % — особи у віці 18—64 років, 10,1 % — особи у віці 65 років та старші. Медіана віку мешканця становила 40,5 року. На 100 осіб жіночої статі у переписній місцевості припадало 110,2 чоловіків;  на 100 жінок у віці від 18 років та старших — 102,4 чоловіків також старших 18 років.
Середній дохід на одне домашнє господарство  становив 34 119 доларів США (медіана — 16 719), а середній дохід на одну сім'ю — 34 119 доларів (медіана — 16 719). За межею бідності перебувало 56,6 % осіб, у тому числі 86,9 % дітей у віці до 18 років та 0,0 % осіб у віці 65 років та старших.
Цивільне працевлаштоване населення становило 66 осіб. Основні галузі зайнятості: виробництво — 27,3 %, науковці, спеціалісти, менеджери — 15,2 %.